# Phytium Mars
Phytium Mars est un processeur chinois 64-bit d'architecture ARMv8 à destination des supercalculateurs conçu par la société Phytium Technology. Il s'inscrit dans une liste de processeurs utilisant différents architectures (ISA), appelés Phytium (zh) (ou Feitang).
Le gouvernement chinois a décidé d'investir l'équivalent de 500 millions de dollars américains (ÉUA), dans le développement de ce processeur et d'une nouvelle génération de processeur ShenWei, pour son supercalculateur Tianhe-2, alors superordinateur le plus puissant du monde, lors de l'interdiction par le gouvernement des États-Unis d'exporter des processeurs Intel et AMD pour supercalculateur à destination de la république populaire de Chine,.
Les benchmarks SPECspeed et SPECrate donnent à ce processeur l'équivalence, en matière de performances, de deux Intel Xeon E5-2643 v3 deca-core ou de quatre AMD Opteron 6174 deca-core.

## Caractéristiques
Le circuit intégré de ce processeur comporte :
- 64 cœurs ARMv8 modifiés nommés Xiaomi (小米, xiǎomǐ, « millet ») dont la fréquence peut monter à 2 GHz
- Cache d'instruction et de données de 1er niveau, Cache de 2e niveau de 32 Mo, cache de 3e niveau de 128 Mo
- 16 canaux DDR3-1600 pour la mémoire. D'autres sources parlent de 8 canaux seulement[1]
- Tous les caches, tags et TLB comportent de l'ECC et de la protection mémoire.
- Extension : 2 fois 16-bus d'interface PCIe 3.0
- Performance : 512 GFLOPS, débit mémoire de 204 Go/s, débit d'entrée/sortie de 32 Go/s
- Processus de fabrication de 28 nm
- boîtier du circuit intégré : 640 mm2 FCBGA avec 3 000 connecteurs
- Enveloppe thermique : 120 watts